# Peter Panum (1854-1935)
Peter Munk Rudolph Panum (født 22. juni 1854 i Kiel, død 7. december 1935 i København) var en dansk læge og populærvidenskabelig forfatter, søn af den mere kendte Peter Ludvig Panum.
Han var student fra Schneekloths Skole i 1872 og tog lægeeksamen fra Københavns Universitet i 1878.
Peter Panum var 1885-1919 tilknyttet Samfundet der antager sig Lemlæstede og Vanføre. Det var et filantropisk selskab stiftet i 1872 af præsten Hans Knudsen (1813-86) med det formål at hjælpe vanføre (patienter med fysiske funktionsnedsættelser) til at fungere bedre i det daglige og forsørge sig selv. I perioden 1885-1908 arbejdede Panum frivilligt og vederlagsfrit i klinikkens afdeling for voksne vanføre som klinikforstander og fra 1908 til 1919 som lønnet overlæge samme sted.
I 1897 blev han ridder af Dannebrog og dannebrogsmand i 1919.
Han er begravet på Garnisons Kirkegård.